# Marguerite Cornillac
Pour les articles homonymes, voir Cornillac.
Ne doit pas être confondu avec Suzanne Cornillac de Tremines.
Marguerite Cornillac est une peintre et décoratrice, née Lucie Jeanne Marguerite Cornillac le 1er décembre 1862 à Châtillon-sur-Seine, et morte le 23 janvier 1952 dans le 9e arrondissement de Paris.

## Biographie
Fille de banquiers lyonnais, Marguerite Cornillac, dite Maleck, est artiste peintre. Elle est l'élève de Jean Scohy, François Vernay et Pierre Puvis de Chavannes, comme Jacques Martin (peintre).
Elle est l'auteure de grandes décorations: amphithéâtre de la faculté de médecine de Lyon (Paris, 1892), salle du Conseil municipal de Lyon (1901-1908), Amphithéâtre Laprade a l’université Lyon 2 . Elle est l’amie de Marius Mermillon, Pierre Bonnard, ainsi qu’un des modèles favoris d’Auguste Renoir. Elle compte parmi ses clients Jeanne Bourgeois, dite Mistinguett, et le Moulin-Rouge. En 1905, elle épouse Albert André, peintre lui aussi. Le couple, installé boulevard Rochechouart, reçoit des compositeurs, des critiques d’art et des peintres tels que Claude Monet et Camille Pissarro ou George Besson.
Maleck embauche une jeune femme née en 1904 à Belfort, Jacqueline Bretegnier, pour confectionner des costumes de théâtre. Jacqueline restera finalement trente ans aux côtés du couple, devenant l’égérie d’Albert André.

## Ses représentations
- Un portrait, peint en 1893 par Jacques Martin (peintre) de l’école lyonnaise est exposé château de Charnay (Rhône)[4],[5].

Ce tableau inspire un spectacle, du 2 au 5 juillet 2015, par l’association « Les Gens de Charnay».
- Maleck peignant dans l'atelier, André Albert (1869-1954)[6],[7]